# Sepia appellofi
Sepia appellofi är en bläckfiskart som beskrevs av Wülker 1910. Sepia appellofi ingår i släktet Sepia och familjen Sepiidae. IUCN kategoriserar arten globalt som otillräckligt studerad. Inga underarter finns listade i Catalogue of Life.